# ディアフラ・サコ
ディアフラ・サコ（Diafra Sakho, 1989年12月24日 - ）は、セネガル・ダカール州ゲジャワイ県ゲジャワイ出身の元サッカー選手。元セネガル代表。現役時代のポジションはフォワード。

## クラブ経歴
16歳の頃、FCメスのフィーダークラブにあたるダカールのジェネラシオン・フットというクラブでキャリアをスタートさせる。その後、フランスへ移住し、FCメスのユースチームへ加入。2009年にトップチームへ昇格。リーグ・ドゥに所属していたFCメスは2011-12シーズンを18位で終えて、フランス全国選手権へ降格した。しかし、2012-13シーズンはサコが33試合に出場して19得点を挙げるなどの活躍を見せ、1年でリーグ・ドゥ昇格を果たした。2013-14シーズンはリーグ・ドゥで37試合に出場して20得点を挙げ、リーグ・ドゥ優勝、そしてチームのリーグ・アン昇格に貢献した。このパフォーマンスが評価され、2013-14シーズンのリーグ・ドゥのプレーヤー・オブ・ザ・イヤーに選出された。2014年8月、イングランド・プレミアリーグのウェストハム・ユナイテッドFCへ4年契約で移籍。プレミアリーグ第4節から第9節にかけて6試合連続ゴールを決め、10月のプレミアリーグ月間MVPに選ばれた。その後は負傷などもあったものの、10得点を挙げて加入1年目にしてチーム得点王になった。2018年1月29日、スタッド・レンヌに移籍した。2020年6月19日、ヌーシャテル・ザマックスにシーズン終了までの契約で加入した。2022年8月7日、ASナンシーに加入した。2023年7月、腰痛により現役を引退することを表明した。

## 代表経歴
2014年5月、セネガル代表に招集され、ブルキナファソ戦にてセネガル代表初出場を果たした。その4日後のコソボ戦にて代表初ゴールを決めた。
アフリカネイションズカップ2015に臨むセネガル代表に招集されたが、背中の負傷を理由に代表から離脱した。サコのいないセネガル代表はグループステージで敗退。しかし、クラブに戻ったサコがその敗退の2日前にFAカップのブリストル・シティFC戦に途中出場し、決勝ゴールを決めてウェストハムを5回戦進出へ導いていた。これをFIFAが、国際大会への参加が義務付けられた選手は原則クラブの試合に出場できないと定めているとし、負傷を理由に代表を離脱したのにも係らずその数日後にクラブの試合に出場した事をルール違反と見なしたことによって、ウェストハムに罰金10万スイスフラン(約1270万円)を科した。

## エピソード
- プレミアリーグ2015-2016開幕戦の3日前にあたる2015年8月6日、女性に暴行を働き、家庭内暴力の容疑で東ロンドンの警察署に逮捕された。その後、保釈金を支払って釈放され、プレミアリーグ開幕戦にも先発出場した[10]。
- 2016年1月18日の午後9時頃、ロンドン市内で交通事故を起こし、ランボルギーニで民家のブロック塀へ突っ込む。民家の傍にあったミニクーパーも巻き込んだが、サコ自身を含め負傷者はおらず、民家の住人はtwitterにて「サコが家と車に突っ込んでくる素晴らしい夜だわ」とつぶやいた[11][12]。

## 代表歴

### 出場大会
- セネガル代表
  - 2018 FIFAワールドカップ

### 試合数
- 国際Aマッチ 13試合 3得点（2014年-2018年）[13]

| セネガル代表 | 国際Aマッチ | 国際Aマッチ |
| 年           | 出場        | 得点        |
| ------------ | ----------- | ----------- |
| 2014         | 3           | 1           |
| 2015         | 3           | 0           |
| 2016         | 0           | 0           |
| 2017         | 2           | 2           |
| 2018         | 5           | 0           |
| 通算         | 13          | 3           |

## タイトル

### クラブ
FCメス
- リーグ・ドゥ：1回 (2013-14)

### 個人
- プレミアリーグ月間最優秀選手：(2014年10月)